# Distretto di Ban Haet
Il distretto di Ban Haet (in thailandese: บ้านแฮด) è un distretto (amphoe) della Thailandia, situato nella provincia di Khon Kaen.